# Gelanoglanis stroudi
Gelanoglanis stroudi är en fiskart som beskrevs av Böhlke, 1980. Gelanoglanis stroudi ingår i släktet Gelanoglanis och familjen Auchenipteridae. IUCN kategoriserar arten globalt som livskraftig. Inga underarter finns listade i Catalogue of Life.